# Cherat
Cherat é uma cidade do Paquistão localizada na província de Caiber Paquetuncuá.